# オルレ1号
オルレ1号（올레 1호、olleh 1）またはコリアサット6号（KOREASAT 6）は韓国のKT社が所有する通信衛星。2010年12月29日に打ち上げられた。

## 概要
オルレ（olleh）とは、KTのCMなどに使用される造語で、helloを逆さにしたことから「逆発想の革新的な思考を通じたサービス」、「未来が来る」、「済州島の方言」、感動の瞬間に出る「感嘆の声」という4つの意味を持っているという。
オルレ1号には、最近需要が増えているHD放送に備えて、性能が大幅に強化された固定通信サービス（FSS）用のKuバンド24基や、直接衛星放送（DBS）用のKuバンド6基の計30機の衛星中継器が搭載されており、高品質な衛星放送サービスを朝鮮半島全域に提供する。
主契約者であるタレス・アレーニア・スペースは通信ペイロードを提供し、オービタル・サイエンシズはSTAR衛星バスを提供、さらに製造から最終試験、射場での作業を担当した。またこれら2社によるチームは衛星の軌道運用をサポートする地上システムを提供し、オービタルはKT社に引渡し後6ヶ月にわたって現地サポートを提供した。
オルレ1号は2010年12月29日にギアナ宇宙センターからアリアン5ロケットによって打ち上げられた。15年間の運用を予定している。